# Pultti (klippor)
Pultti är öar i Finland. De ligger i Finska viken och i kommunen Fredrikshamn i landskapet Kymmenedalen, i den södra delen av landet. Öarna ligger omkring 31 kilometer sydöst om Kotka och omkring 140 kilometer öster om Helsingfors.
Arean för den av öarna koordinaterna pekar på är 0,4 hektar och dess största längd är 120 meter i sydöst-nordvästlig riktning. Det finns inga samhällen i närheten.